# Luật Thi đua, khen thưởng 2003
Luật Thi đua, Khen thưởng năm 2003 là đạo luật mang ký hiệu số 15/2003/QH11 được Quốc hội nước Cộng hoà Xã hội Chủ nghĩa Việt Nam khoá XI, kỳ họp thứ 4 thông qua ngày 26 tháng 11 năm 2003. Luật này có hiệu lực thi hành từ ngày 1 tháng 7 năm 2004, quy định về thi đua và khen thưởng tại Việt Nam, cụ thể là quy định về đối tượng, phạm vi, nguyên tắc, hình thức, tiêu chuẩn, thẩm quyền và trình tự, thủ tục thi đua, khen thưởng.

## Chủ trương
Công tác thi đua, khen thưởng đã được nhà nước Việt Nam chú trọng từ lâu, ngày 11 tháng 6 năm 1948, Hồ Chí Minh đã ra lời kêu gọi chính thức phát động cuộc vận động thi đua ái quốc. Trước đó ông đã ký Sắc lệnh số 195 thành lập Ban Vận động thi đua ái quốc Trung ương. Phong trào thi đua ái quốc (sau gọi là thi đua yêu nước) diễn ra sôi nổi, rộng khắp ở Việt Nam với tư tưởng của Hồ Chí Minh là:
| “             | Thi đua là yêu nước, yêu nước thì phải thi đua. Và những người thi đua là những người yêu nước nhất | ” |
| — Hồ Chí Minh | |   |

Trên cơ sở đó, nhiều quy định của pháp luật về thi đua, yêu nước được ban hành.

## Bố cục
Luật thi đua, khen thưởng có 103 điều, được chia thành 8 Chương, 9 mục, cụ thể:
- Chương I: Những quy định chung, gồm 14 điều (từ Điều 1 đến Điều 14) quy định về đối tượng, phạm vi, mục tiêu của thi đua; nguyên tắc thi đua; danh hiệu thi đua; các hình thức khen thưởng; căn cứ xét tặng danh hiệu thi đua, khen thưởng; trách nhiệm của Mặt trận Tổ quốc Vịêt Nam, các tổ chức thành viên của Mặt trận và các tổ chức xã hội khác trong việc tổ chức thực hiện công tác thi đua, khen thưởng; các hành vi bị cấm.
- Chương II: Quy định về tổ chức thi đua, danh hiệu và tiêu chuẩn danh hiệu thi đua, gồm 17 điều (từ Điều 15 đến Điều 31).
- Chương III: Hình thức, đối tượng, tiêu chuẩn khen thưởng, gồm 7 mục với 45 điều (từ Điều 32 đến Điều 76).
- Chương IV: Quy định về thẩm quyền quyết định, trao tặng, thủ tục, hồ sơ đề nghị khen thưởng, gồm 2 mục với 10 điều (từ Điều 77 đến Điều 86).
- Chương V: Quy định về quyền và nghĩa vụ cá nhân, tập thể được khen thưởng, gồm 3 điều (từ Điều 87 đến Điều 89).
- Chương VI: Quản lý nhà nước về công tác thi đua, khen thưởng, gồm 6 điều (từ Điều 90 đến Điều 95), quy định về công tác quản lý nhà nước về thi đua khen thưởng, phân cấp quản lý...
- Chương VII: Xử lý vi phạm. Gồm 3 điều (từ Điều 96 đến Điều 98). Quy định về vi phạm và xử lý vi phạm trong thi đua, khen thưởng, kiện cáo, khiếu nại...
- Chương VIII: Điều khoản thi hành. Gồm 5 điều (từ Điều 99 đến Điều 103). Quy định về hiệu lực thi hành của luật, giao trách nhiệm hướng dẫn thi hành luật cho Chính phủ, bộ, ngành

## Nội dung

### Phạm vi điều chỉnh
Luật thi đua, khen thưởng quy định về một số vấn đề chính sau:
- Tổ chức thi đua, danh hiệu và tiêu chuẩn danh hiệu thi đua
- Hình thức, đối tượng, tiêu chuẩn khen thưởng
- Thẩm quyền quyết định, trao tặng, thủ tục, hồ sơ đề nghị khen thưởng
- Quản lý nhà nước về công tác thi đua, khen thưởng
- Xử lý vi phạm về thi đua, khen thưởng.

### Nguyên tắc
Theo Điều 6 của Luật này thì công tác thi đua phải được xây dựng trên nguyên tắc tự nguyện, tự giác, công khai, đoàn kết, hợp tác và cùng phát triển. Công tác khen thưởng phải chính xác, công khai, công bằng, kịp thời; bảo đảm thống nhất giữa tính chất, hình thức và đối tượng khen thưởng; kết hợp chặt chẽ động viên tinh thần với khuyến khích bằng lợi ích vật chất, một hình thức khen thưởng có thể tặng nhiều lần cho một đối tượng.

### Danh hiệu

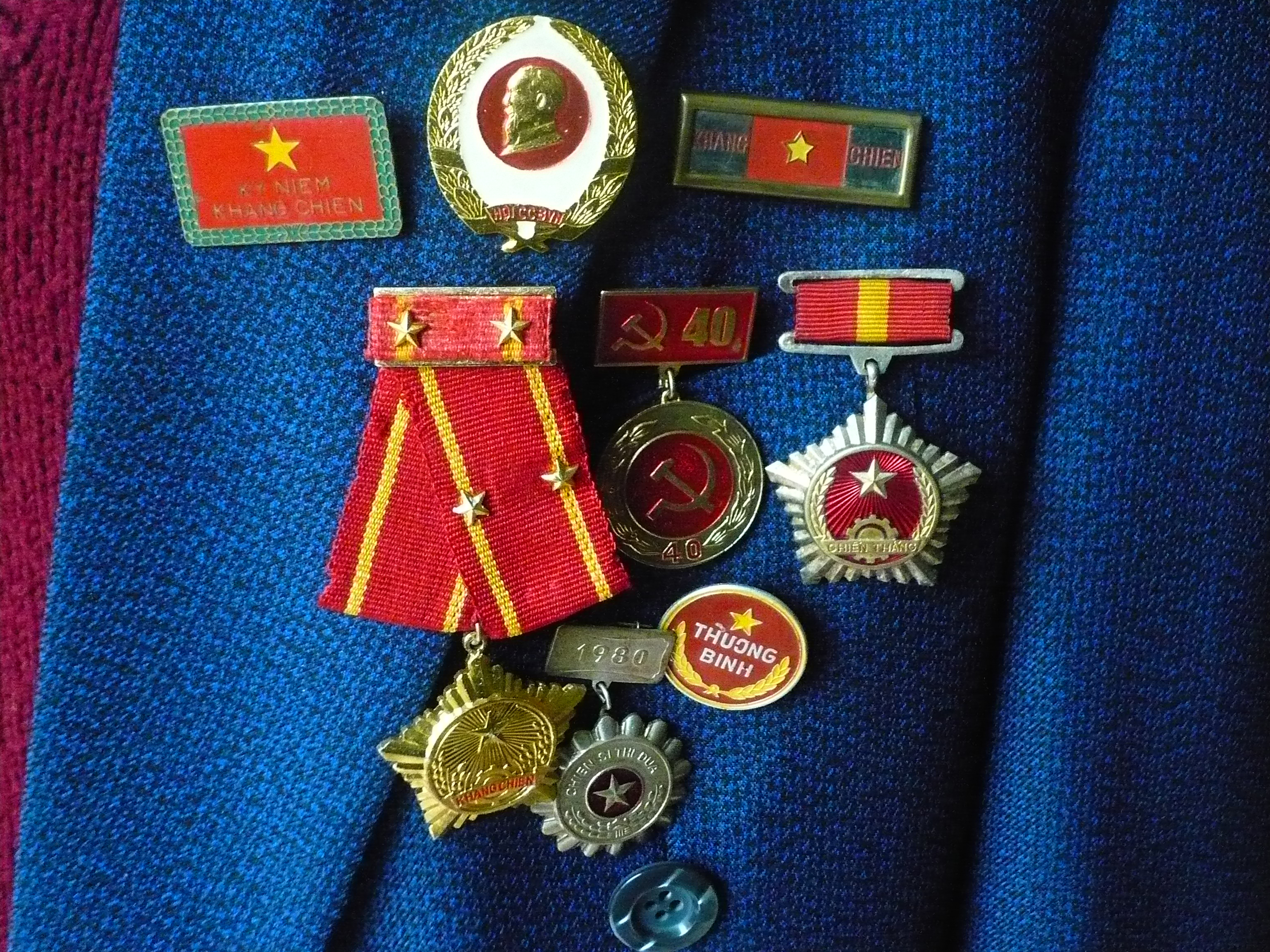
Các loại huy chương ở Việt Nam

Danh hiệu thi đua bao gồm: Danh hiệu thi đua đối với cá nhân và danh hiệu thi đua đối vớt tập thể
Danh hiệu thi đua đối với cá nhân gồm:
- Chiến sĩ thi đua toàn quốc
- Chiến sĩ thi đua cấp bộ, ngành, tỉnh, đoàn thể trung ương;
- Chiến sĩ thi đua cơ sở;
- Lao động tiên tiến, Chiến sĩ tiên tiến.

Danh hiệu thi đua đối với tập thể gồm:
- Cờ thi đua của Chính phủ
- Cờ thi đua cấp bộ, ngành, tỉnh, đoàn thể trung ương;
- Tập thể lao động xuất sắc, Đơn vị quyết thắng (đối với các đơn vị thuộc lực lượng vũ trang)
- Tập thể lao động tiên tiến, Đơn vị tiên tiến (đối với các đơn vị thuộc lực lượng vũ trang);
- Danh hiệu thi đua đối với thôn, làng, ấp, bản, tổ dân phố và tương đương là thôn, làng, ấp, bản, tổ dân phố văn hoá.
- "Gia đình văn hoá" áp dụng riêng danh hiệu thi đua này đối với hộ gia đình [1]

### Huân chương

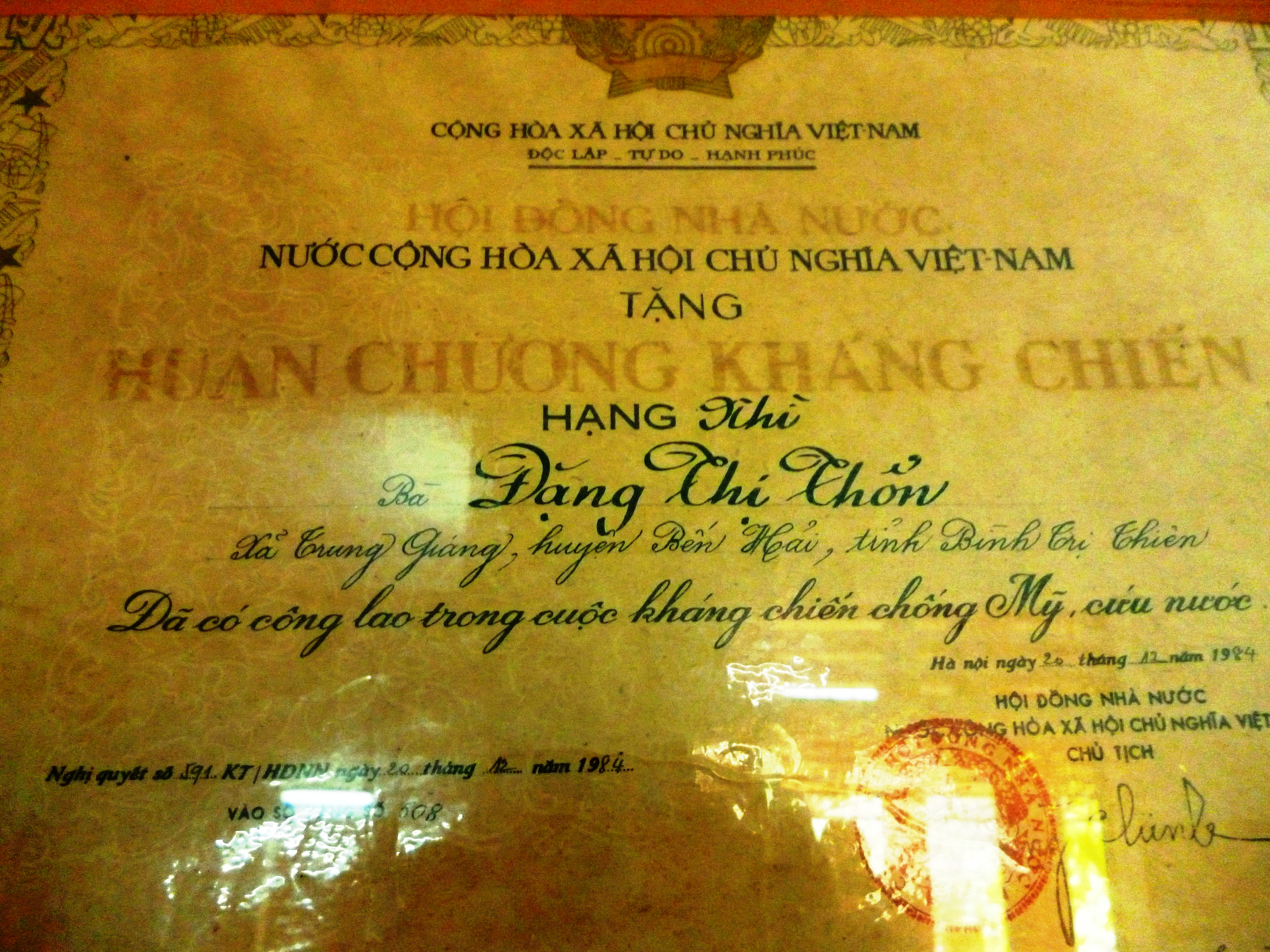
Huân chương Kháng chiến hạng Nhì (mẫu năm 1984)

Huân chương ở Việt Nam hiện nay dùng để tặng hoặc truy tặng cho cá nhân, tặng cho tập thể có công trạng, lập được thành tích thường xuyên hoặc đột xuất, góp phần vào sự nghiệp xây dựng và bảo vệ đất nước.
Hiện nay, Nhà nước Cộng hòa xã hội chủ nghĩa Việt Nam đang thực hiện khen thưởng 18 loại huân chương. Nhưng Luật thi đua, khen thưởng chỉ quy định 10 loại gồm:
- "Huân chương Sao vàng"
- "Huân chương Hồ Chí Minh"
- "Huân chương Độc lập" (hạng I, II, III)
- "Huân chương Quân công" (hạng I, II, III)
- "Huân chương Lao động" (hạng I, II, III)
- "Huân chương Bảo vệ Tổ quốc" (hạng I, II, III)
- "Huân chương Chiến công" (hạng I, II, III)
- "Huân chương Đại đoàn kết dân tộc"
- "Huân chương Dũng cảm"
- "Huân chương Hữu nghị".

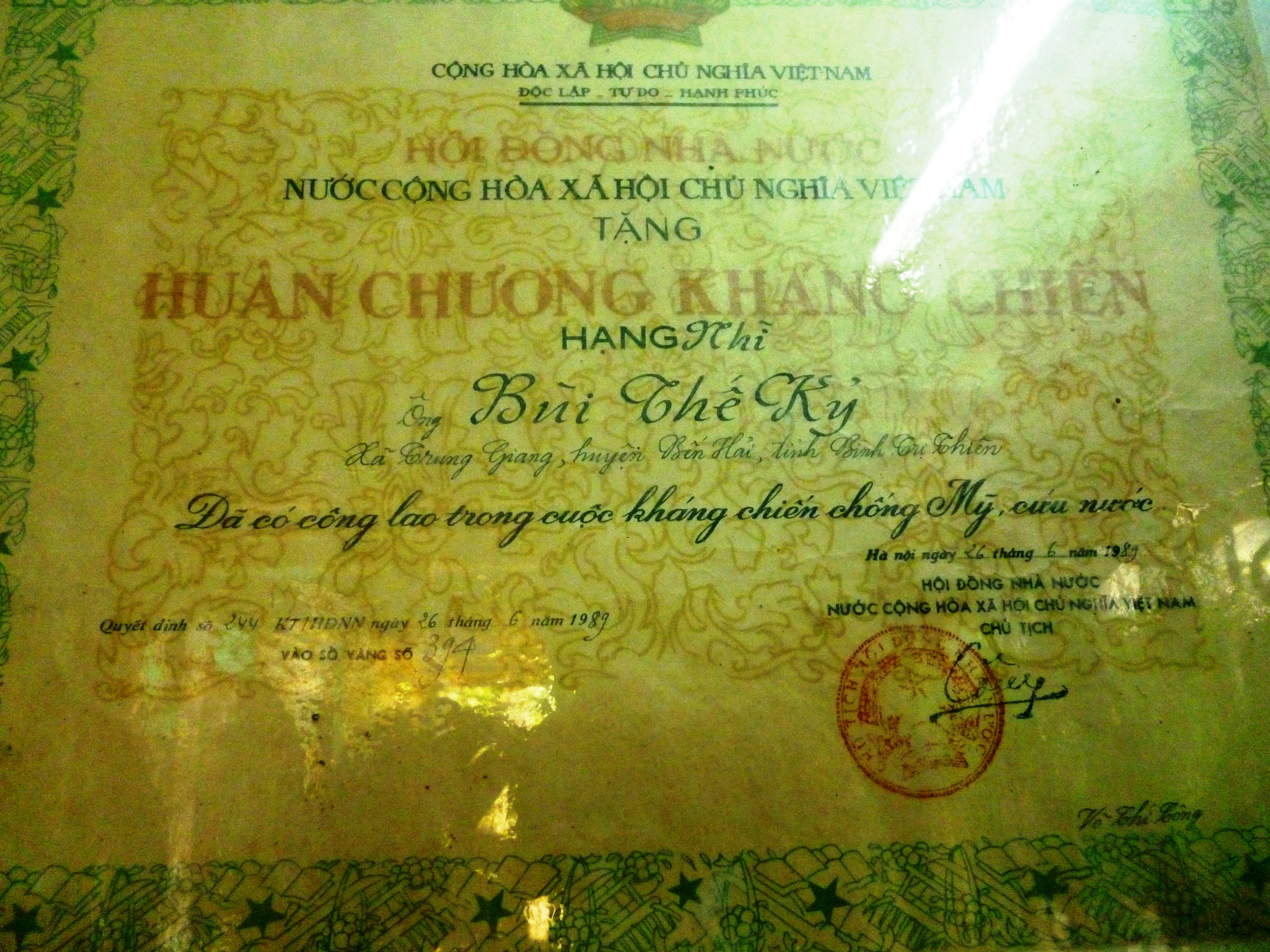
Huân chương Kháng chiến hạng Nhì năm 1989

Trong 10 loại huân chương này có bảy loại Huân chương đã có trước đây, đó là: 
- Huân chương Sao vàng
- Huân chương Hồ Chí Minh
- Huân chương Độc lập
- Huân chương Quân công
- Huân chương Lao động
- Huân chương Chiến công
- Huân chương Hữu nghị.

Luật thi đua, khen thưởng không quy định lại 11 loại Huân chương vì những Huân chương này dùng để tưởng thưởng cho chiến sĩ trong thời kỳ Chiến tranh Việt Nam, nay thời bình nên không còn. Cụ thể là:
- Huân chương Tổ quốc
- Huân chương Thành đồng
- Huân chương Giải phóng quân Việt Nam
- Huân chương Quân công giải phóng
- Huân chương Chiến thắng
- Huân chương Quyết thắng
- Huân chương Chiến công giải phóng
- Huân chương Kháng chiến
- Huân chương Giải phóng
- Huân chương Chiến sĩ vẻ vang
- Huân chương Chiến sĩ giải phóng

Luật Thi đua, Khen thưởng đã bổ sung thêm ba loại Huân chương mới là: 
- Huân chương Bảo vệ Tổ quốc (trước đây là Huân chương Chiến sĩ, sau đổi thành Huân chương Chiến công)
- Huân chương Dũng cảm (tặng cho những người liều mình để bảo vệ nhân dân)
- Huân chương Đại đoàn kết dân tộc.

### Huy chương

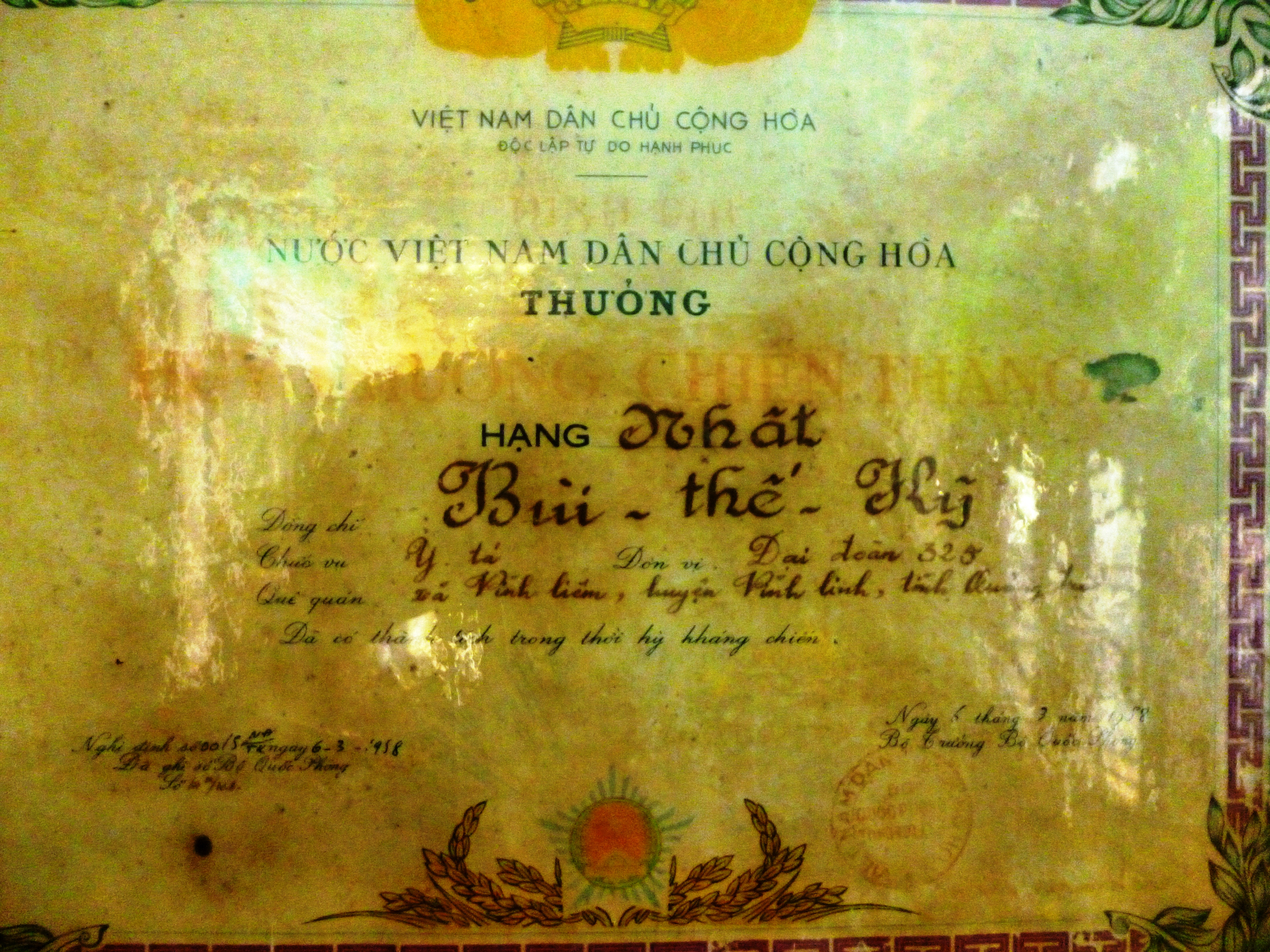
Huy chương chiến thắng hạng Nhất

Luật Thi đua, Khen thưởng chỉ quy định có bốn loại Huy chương, đó là:
- "Huy chương Quân kỳ quyết thắng" (tặng cho sĩ quan, quân nhân phục vụ liên tục trong quân đội từ 25 năm trở lên)
- "Huy chương Vì An ninh Tổ quốc" (tặng cho sĩ quan, hạ sĩ quan phục vụ trong ngành Công an từ 25 năm trở lên)
- "Huy chương Chiến sĩ vẻ vang" (hạng I, II, III) được tặng cho sĩ quan, hạ sĩ quan, quân nhân… có thời gian phục vụ từ 5, 10, 15 năm trở lên (tương ứng với hạng)
- "Huy chương Hữu nghị" (tặng cho người nước ngoài ở lâu tại Việt Nam và có đóng góp cho đất nước Việt Nam nói chung).

Luật không quy định lại 11 loại Huy chương trước đây như: 
- Huy chương Anh hùng lao động
- Huy chương Anh hùng lực lượng vũ trang nhân dân
- Huy chương Quân giải phóng
- Huy chương Kháng chiến
- Huy chương Chiến thắng
- Huy chương Anh hùng lực lượng vũ trang giải phóng
- Huy chương Giải phóng
- Huy chương Quyết thắng
- Huy chương chiến sĩ giải phóng
- Kỷ niệm chương Tổ quốc ghi công
- Huy chương Chiến sĩ vẻ vang.

Hình thức các loại, hạng huy chương được phân biệt bằng màu sắc, số vạch trên dải và cuống huy chương.

### Danh hiệu vinh dự
Gồm 08 danh hiệu cụ thể là:
- Tỉnh Anh hùng, Thành phố Anh hùng[3]
- Bà mẹ Việt Nam anh hùng

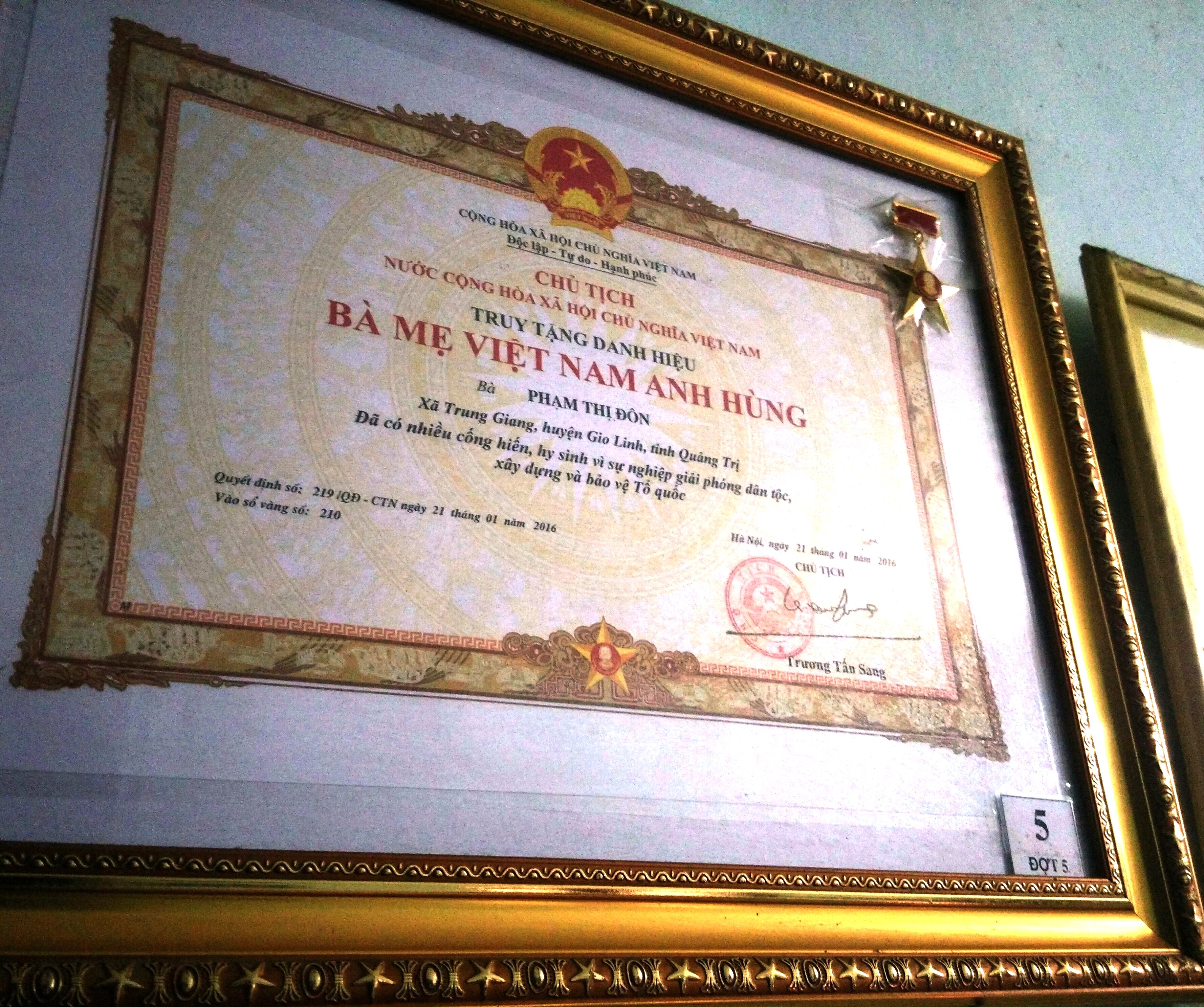
Một Bằng khen chứng nhận danh hiệu cho một Bà mẹ Việt Nam Anh hùng của Chủ tịch nước

- Anh hùng lực lượng vũ trang nhân dân
- Anh hùng Lao động
- Nhà giáo nhân dân, Nhà giáo ưu tú
- Thầy thuốc nhân dân, Thầy thuốc ưu tú
- Nghệ sĩ nhân dân, Nghệ sĩ ưu tú
- Nghệ nhân nhân dân, Nghệ nhân ưu tú.

### Kỷ niệm chương
Điều 69 của Luật đã quy định: Kỷ niệm chương để tặng cho cá nhân có đóng góp vào quá trình phát triển của bộ, ban, ngành, tổ chức chính trị, tổ chức chính trị-xã hội, tổ chức xã hội. Tên Kỷ niệm chương, đối tượng và tiêu chuẩn tặng Kỷ niệm chương,do bộ, ban, ngành, cơ quan trung ương của tổ chức chính trị, tổ chức chính trị-xã hội, tổ chức xã hội quy định. Kỷ niệm chương phải được đăng ký với cơ quan quản lý nhà nước về thi đua, khen thưởng ở Trung ương.

### Huy hiệu
Huy hiệu để tặng cho cá nhân có đóng góp vào quá trình phát triển của bộ, ban, ngành, tổ chức chính trị, tổ chức chính trị - xã hội, tổ chức xã hội. Tên Huy hiệu, đối tượng và tiêu chuẩn tặng Huy hiệu do bộ, ban, ngành, cơ quan trung ương của tổ chức chính trị, tổ chức chính trị-xã hội, tổ chức xã hội quy định. Huy hiệu phải được đăng ký với cơ quan quản lý nhà nước về thi đua, khen thưởng ở Trung ương.

### Bằng khen

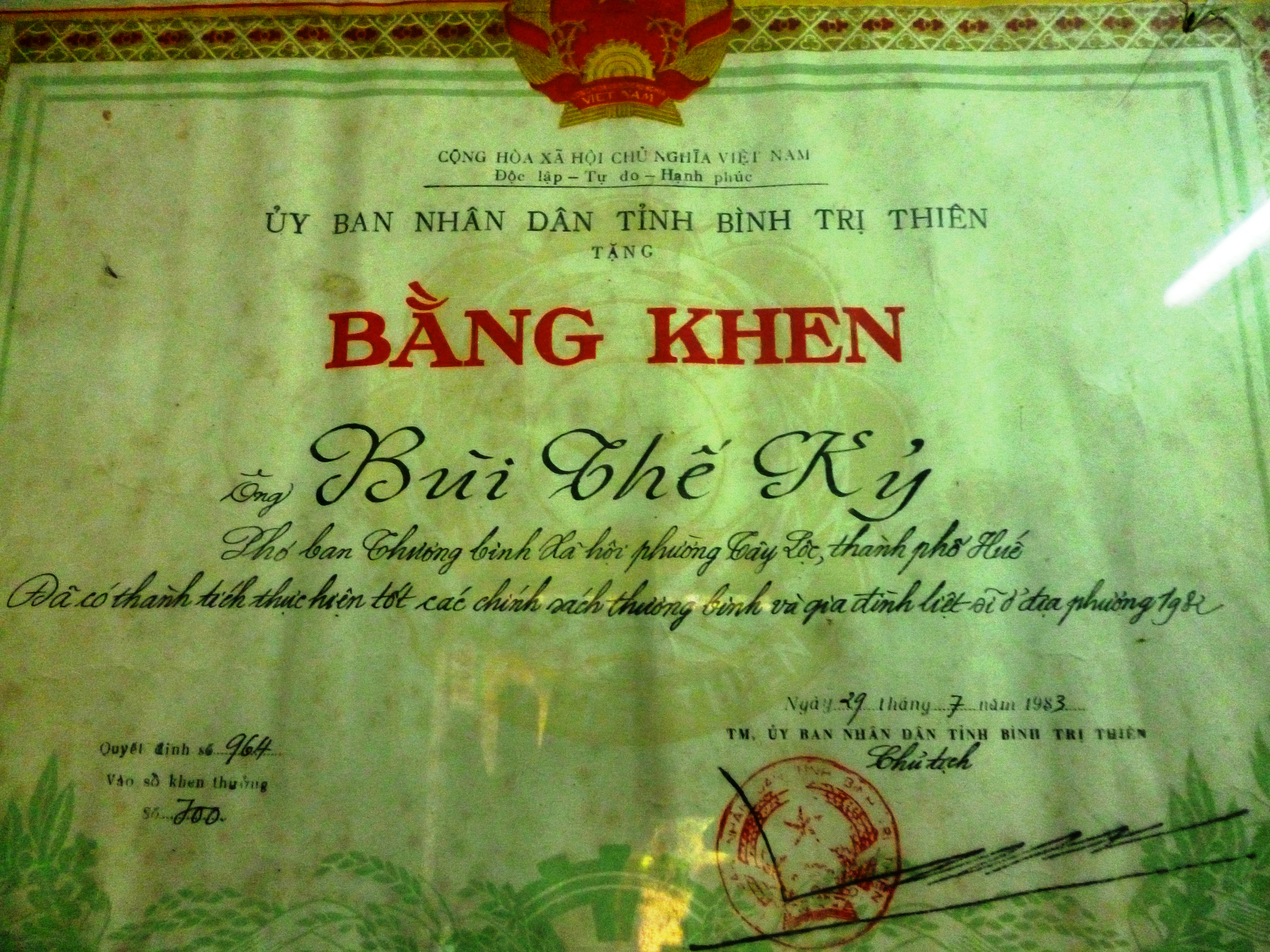
Một Bằng khen của tỉnh Thừa Thiên Huế năm 1983

Bằng khen để tặng cho cá nhân, tập thể lập được thành tích thường xuyên hoặc đột xuất. Bằng khen gồm:
- Bằng khen của Thủ tướng Chính phủ
- Bằng khen cấp bộ, ngành, tỉnh, đoàn thể trung ương.

### Giấy khen
Giấy khen để tặng cho cá nhân, tập thể lập được thành tích thường xuyên hoặc đột xuất. Giấy khen gồm:
- Giấy khen của Thủ trưởng cơ quan, đơn vị thuộc bộ, ngành, cơ quan ngang bộ, cơ quan thuộc Chính phủ
- Giấy khen của Chủ tịch Hội đồng quản trị, Tổng giám đốc, Giám đốc các doanh nghiệp nhà nước;
- Giấy khen của Thủ trưởng cơ quan chuyên môn và tương đương thuộc Uỷ ban nhân dân cấp tỉnh;
- Giấy khen của Chủ tịch Uỷ ban nhân dân cấp huyện;
- Giấy khen của Chủ tịch Uỷ ban nhân dân cấp xã.

### Thẩm quyền
- Chủ tịch nước quyết định tặng huân chương, huy chương, " Giải thưởng Hồ Chí Minh", " Giải thưởng nhà nước", danh hiệu vinh dự nhà nước.
- Chính phủ quyết định tặng " Cờ thi đua của Chính phủ".
- Thủ tướng Chính phủ quyết định tặng danh hiệu " Chiến sĩ thi đua toàn quốc", " Bằng khen của Thủ tướng Chính phủ".
- Bộ trưởng, Thủ trưởng cơ quan ngang bộ, cơ quan thuộc Chính phủ; Chánh án Toà án nhân dân tối cao, Viện trưởng Viện kiểm sát nhân dân tối cao, lãnh đạo cơ quan, tổ chức ở trung ương của đoàn thể, Chủ tịch Uỷ ban nhân dân cấp tỉnh quyết định tặng bằng khen, cờ thi đua, danh hiệu " Tập thể lao động xuất sắc", " Đơn vị quyết thắng" " Danh hiệu chiến sĩ thi đua cấp bộ, ngành, tỉnh, đoàn thể trung ương.
- Thủ trưởng cơ quan, tổ chức thuộc bộ, ban, ngành, cơ quan ngang bộ, cơ quan thuộc Chính phủ, Chủ tịch Hội đồng quản trị, Tổng giám đốc, Giám đốc các doanh nghiệp nhà nước, Thủ trưởng cơ quan chuyên môn và tương đương thuộc Uỷ ban nhân dân cấp tỉnh, Chủ tịch Uỷ ban nhân dân cấp huyện  quyết định tặng danh hiệu " Chiến sĩ thi đua cấp cơ sở", danh hiệu " Lao động tiên tiến", " Chiến sĩ tiến tiến", " Tập thể lao động tiên tiến", " Đơn vị tiên tiến" và giấy khen.
- Chủ tịch Uỷ ban nhân dân cấp huyện quyết định tặng danh hiệu thôn, làng, ấp, bản, tổ dân phố văn hoá.
- Chủ tịch Uỷ ban nhân dân cấp xã quyết định tặng giấy khen, danh hiệu " Gia đình văn hoá".
- Đại sứ hoặc người đứng đầu cơ quan đại diện ngoại giao nước Cộng hoà xã hội chủ nghĩa Việt Nam ở nước ngoài được uỷ quyền trao tặng các hình thức khen thưởng của Nhà nước Việt Nam cho tập thể, cá nhân ở nước sở tại.